# Sefton (Pferd)
Sefton war ein Pferd, das von 1967 bis 1984 in der British Army diente. Es wurde in Großbritannien überaus bekannt, weil es den Bombenanschlag im Hyde Park und Regent’s Park vom 20. Juli 1982 überlebte, bei dem sieben Pferde und vier Soldaten getötet wurden. Das schwer verletzte Pferd wurde nach seiner Gesundung zum Pferd des Jahres gewählt und anschließend zu mehreren BBC-Fernsehsendungen mit seinem Reiter eingeladen.

## Pferdeleben
Das irische Pferd Sefton wurde ab 1967 an der Reitschule der British Army eingesetzt und 1975 zum Regiment der Household Cavalry in London verbracht, das sich dort zum Schutz der Königin Elisabeth II. befindet und auch vor dem Buckingham Palace Wachdienst leistet. Sefton hatte weiße Abzeichen am Kopf und an den Füßen, trotzdem wurde er aufgenommen, obwohl das Regiment normalerweise nur rein schwarze Pferde in seinen Dienst aufnimmt.
Am 20. Juli 1982 um 10:43 Uhr explodierte eine von der IRA platzierte, mit Nägeln gefüllte dünnwandige Sprengbombe in einem Automobil, als sich Soldaten des Regiments und 16 Pferde anlässlich des Wachwechsels am Morgen auf dem South Carriage Drive am Hyde Park in Richtung Buckingham Palace bewegten. Die Bombe explodierte in unmittelbarer Nähe des Reiterzuges, dabei kamen vier Soldaten ums Leben. Alle weiteren Soldaten und zahlreiche Touristen wurden verletzt. Die Bombe tötete sieben Pferde und verletzte acht, darunter Sefton, schwer.
Seftons Halsvene und sein rechtes Auge wurden verletzt; das Pferd hatte 34 Wunden auf seinem Körper. Sein verletzter Reiter Michael Pederson konnte zunächst nichts für Sefton tun, aber ein anderer Soldat, der aus dem Gebäude der Household Cavalry zur Hilfe geeilt war, nahm sein T-Shirt und presste es auf die blutenden Wunden.
Das Pferd hatte einen Schock und hohen Blutverlust erlitten, in manchen Wunden steckten Schrapnells und Nägel; nach der Wundversorgung gab der Tierarzt dem Pferd eine Überlebenschance von 50:50. Während der Zeit der Genesung nahm die Bevölkerung Anteil am Schicksal des Pferdes, schickte zahlreiche Genesungskarten und spendete 100.000 Pfund Sterling für den Neubau des Gebäudeflügels am Royal Veterinary College, der den Namen Sefton Surgical Wing erhielt und von Prinzessin Anne eingeweiht wurde.
Sefton kam zum Regiment mit genähtem Auge zurück und weigerte sich, an der Explosionsstelle vorbeizugehen. Nach seiner Rückkehr wurde Sefton zum Pferd des Jahres gewählt und als sich Pederson wieder in den Sattel auf Sefton setzte, nahm die Bevölkerung dies freudig zur Kenntnis. 
Da Sefton infolge seiner Verletzungen irreparabel lahmte, wurde er am 29. August 1984 in das Home of Rest For Horses bei Speen im Buckinghamshire gebracht. Dort blieb er mit Echo und Yeti, zwei weiteren Pferden, die den Anschlag überlebt hatten, bis er am 9. Juli 1993 im Alter von 30 Jahren starb.
Sefton war eines der ersten Pferde, die von britischen Reitsportlern der British Horse Society in die Hall of Fame für Pferde gewählt wurden. Ein jährlicher Preiswettbewerb für Pferde wurde nach Sefton benannt. Als Erinnerung an Sefton und an seinen Überlebenswillen sollte im Frühjahr 2013 eine Bronzestatue am Gelände der Veterinärklinik in Hatfield enthüllt werden.